# Benito Bollati
Benito Bollati (Canegrate, 14 marzo 1926 – Milano, 24 gennaio 2023) è stato un politico e avvocato italiano.

## Biografia
Da giovane aderì alla nascita della Repubblica Sociale Italiana, venendo processato al termine del conflitto per collaborazionismo.
Nel 1968 si batté contro il Movimento Studentesco e altri gruppi della sinistra extraparlamentare alla Biblioteca di Calvairate. Nel 1975 subì un'aggressione da ignoti riportando gravi traumi fisici.
Fu deputato nella VI e VII legislatura nelle file del Movimento Sociale Italiano - Destra Nazionale. Nella VI legislatura entrò come subentrante nel 1974. Durante la VII legislatura, nella quale invece fu eletto direttamente, ricoprì il ruolo di segretario nel gruppo MSI-DN. Terminò il proprio mandato parlamentare nel 1979.
Oltre all'attività politica (è stato anche consigliere regionale della Lombardia dal 1980 al 1990), svolse a Milano la professione di avvocato, essendo iscritto all'ordine dal 1956.
Alla nascita di Alleanza Nazionale abbandonò la politica attiva rifiutando la svolta moderata del partito.
In occasione del conferimento della medaglia d'oro per i 50 anni di professione forense, il Presidente del Consiglio dell'Ordine degli Avvocati di Milano definì Bollati "un avvocato di alto livello e un uomo di grande impegno politico e sociale, come testimoniano le sue numerose esperienze".
È morto a Milano il 24 gennaio 2023.